# Invasion du Daghestan
Seconde guerre de Tchétchénie (préliminaire)
L'invasion du Daghestan, aussi connue comme la guerre du Daghestan, est un conflit post-soviétique, plus précisément une intrusion militaire des séparatistes tchétchènes sur le territoire de la république autonome russe voisine de Daghestan du 7 août au 11 septembre 1999, considérée comme le début de la seconde guerre de Tchétchénie. Elle oppose l'armée fédérale russe à des rebelles wahhabites. L'invasion est appelée par les islamistes « opération Imam Muhammad Ghazi » entre le 7 et le 23 août et « opération Imam Gamzat-Bek » du 5 au 11 septembre.

## Contexte
Des mouvements islamiques radicaux — le wahhabisme — se sont installés à la fin des années 1980 au Daghestan. L'un des représentants des wahhabites daghestanais était Bagautdin Kebede, établi pendant la première guerre de Tchétchénie en contact étroit avec les pays arabes. Après la mort de Doudaïev et la fin de la première guerre de Tchétchénie, les partisans du wahhabisme gagnent rapidement du terrain en Tchétchénie. En 1997-1998, la Tchétchénie a servi d'asile politique aux islamistes du Daghestan. Certains d'entre eux ont combattu aux côtés des séparatistes pendant la première guerre de Tchétchénie, d'autres ont participé à l'insurrection du Daghestan salafiste. En 1999, les miliciens de Kebedov se sont infiltrés en petits groupes dans le Daghestan, contrôlant des bases militaires, des dépôts d'armes et des montagnes reculées. En juin-août 1999, ils attaquent et tuent plusieurs policiers Daghestanais. Le gouvernement Daghestanais a appelé ensuite les troupes fédérales russes du district militaire du Nord-Caucase au Daghestan afin de mener à grande échelle une opération militaire contre les islamistes. Avec les attentats contre des immeubles d'habitations en Russie commis à la même période, cela a conduit à l'invasion de la Tchétchénie.

## Position officielle de la république tchétchène d'Itchkérie
- 12 août : le président tchétchène Aslan Maskhadov envoie une lettre avec une proposition visant à organiser une opération conjointe des troupes fédérales contre les islamistes au Daghestan[5]. Maskhadov condamne les actes des islamistes au Daghestan[6].
- 13 août : le général tchétchène Mairbek publie un communiqué condamnant la déclaration de l'intérim de Vladimir Poutine sur la possibilité de frappes aériennes sur le territoire de la Tchétchénie. Le communiqué souligne que le conflit au Daghestan est une affaire intérieure de la Russie[7].
- 16 août : Aslan Maskhadov, convoqué à Grozny, condamne officiellement l'incursion au Daghestan et appelle Bassaïev et Khattab à retourner en Tchétchénie.

## Chronologie des événements
- 1er août : afin de prévenir d'éventuelles attaques par les rebelles wahhabites, un détachement de police (environ 100 hommes) est envoyé dans le raïon de Tsoumada ;
- 2-4 août : affrontement entre la police et des miliciens locaux wahhabites dans le district de Tsoumada ; ;
- 5 août : début du redéploiement de la 102e Brigade du ministère de l'Intérieur pour protéger la frontière tchétchène dans le district de Tsoumada ;
- 7 août : entre 400 et 500 miliciens pénètrent au Daghestan et s'emparent d'un certain nombre de villages (Ansalta, Rahat, Tando, Shodroda, Godoberi) ;
- 8 août : des rebelles prennent le contrôle de villages ;
- 9 - 18 août : bataille et victoire de l'armée russe ;
- 11 août : des miliciens islamistes abattent un hélicoptère fédéral ;
- 12 août : l'aviation russe bombarde des positions rebelles ;
- 13 août : bataille pour le village de Gagatli ;
- 17 août : des rebelles repoussent les troupes fédérales dans le village de Tando (34 tués, des dizaines de blessés) ;
- 23 août : Chamil Bassaïev reconduit le reste de ses troupes sur le territoire de la Tchétchénie ;
- 24 août : les forces fédérales reprennent les villages d'Ansalta, Rahat, Shodroda et Tandem ;
- 29 août - 13 septembre : une opération militaire a lieu dans la zone Kadar afin de détruire l'enclave wahhabite ;
- 5 septembre : affrontements entre combattants tchétchènes dirigés par Bassaïev et Khattab et les forces fédérales russes dans les villages de Karamakhi et de Chabanmakhi, dans la zone Kadar ;
- 6 septembre : des islamistes s'emparent des villages de Novolakskiy, de Chapaïevo, de Chouchiya, de Ahar, de Novokouli, de Tuhchar et de Tamiyah ;
- 7 septembre : fin des combats dans la ville de Khassaviourt ;
- 11 septembre : un hélicoptère russe Mi-8 est abattu : les trois membres d'équipage ont réussi à sauter avec des parachutes mais sont tués par les rebelles. Dans la même journée, Bassaïev annonce le retrait des milices islamistes de la zone de Novolakskiy[7] ;
- 14 septembre : les forces fédérales reprennent le contrôle du village de Novolakskiy.

## Bilan et pertes
Selon les chiffres officiels, 279 soldats et officiers fédéraux ont été tués et 800 blessés. Le 31 août 1999, l'infirmière Irina Ioannina est la première et seule femme à recevoir le titre de héros de la lutte contre le terrorisme durant la guerre du Caucase.
Selon le ministère de la Défense russe, les pertes des rebelles wahhabites sont estimées à 2 500 tués.